# كاميرون غرانت
كاميرون غرانت هو سباح كندي، ولد في 24 فبراير 1970 في إدمونتون في كندا.

## روابط خارجية
- كاميرون غرانت على موقع الاتحاد الدولي للسباحة (الإنجليزية)
- كاميرون غرانت على موقع أوليمبيديا (الإنجليزية)